# Tryphosella orchomenoides
Tryphosella orchomenoides är en kräftdjursart som först beskrevs av Knud Hensch Stephensen 1925.  Tryphosella orchomenoides ingår i släktet Tryphosella och familjen Lysianassidae. Inga underarter finns listade i Catalogue of Life.